# Скоки (місто)
Ско́ки (пол. Skoki, нім. Schokken) — місто в західній Польщі, у Вонгровецькому повіті Великопольського воєводства. Адміністративний центр гміни Скоки.

## Демографія
Демографічна структура станом на 31 березня 2011 року:
|          | Загалом | Допрацездатний вік | Працездатний вік | Постпрацездатний вік |
| -------- | ------- | ------------------ | ---------------- | -------------------- |
| Чоловіки | 1988    | 457                | 1407             | 124                  |
| Жінки    | 2048    | 393                | 1316             | 339                  |
| Разом    | 4036    | 850                | 2723             | 463                  |